# Vinitha
Vinitha es una cantante de playback india. Ha interpretado temas musicales para 50 películas en su país India.  Ella es conocida principalmente por sus habilidades lingüísticas, ha interpretado temas musicales cantado en diferentes idiomas, principalmente del sur de India. Ella se formó en la emúsica Karnatic e indostánica.

## Filmografía
| Año  | Canción              | Película               | Música        |
| ---- | -------------------- | ---------------------- | ------------- |
| 2008 | raamanaa poranthalum | sadumiranda            | deepakdev     |
| 2008 | ammane ammane        | Pandhayam              | vijayantony   |
| 2008 | thanni karuyhidch    | ennai theriyuma        | achu          |
| 2009 | kanaa kaangiren      | Ananda Tandavam        | g.v.prakash   |
| 2009 | ladduppayya          | Magane En Marumagane   | dhina         |
| 2009 | chillachiluppatta    | vaanampaatha seemayile | sreekanthdeva |
| 2010 | anjikonjaathedee     | drona2010              | deepakdev     |